# ماردی گرا (فیلم ۱۹۵۸)
«ماردی گرا» (انگلیسی: Mardi Gras (1958 film)) فیلمی در ژانر موزیکال به کارگردانی ادموند گولدینگ است که در سال ۱۹۵۸ منتشر شد.